# Oberea gabunensis
Oberea gabunensis är en skalbaggsart som beskrevs av Stefan von Breuning 1950. Oberea gabunensis ingår i släktet Oberea och familjen långhorningar.
Artens utbredningsområde är Gabon. Inga underarter finns listade i Catalogue of Life.